# 3-5-1-1

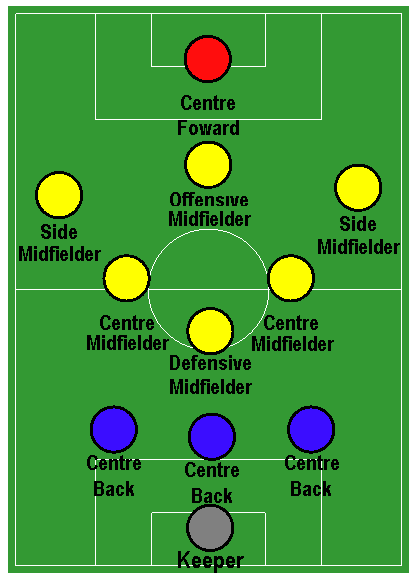
Il 3-5-1-1

Il 3-5-1-1 è un modulo di gioco del calcio. Consiste nello schierare 3 difensori, 5 centrocampisti, un trequartista e un attaccante.

## Il modulo
Rappresenta una variante del 3-5-2, con la differenza localizzata in avanti: anziché disporre due attaccanti in linea, uno di essi arretra muovendosi come seconda punta o trequartista alle spalle del centravanti. Come nel modulo di base la spinta offensiva è deputata agli esterni di centrocampo, il cui contributo viene richiesto anche in fase difensiva.
In situazioni di non possesso, la squadra tenta infatti di recuperare palla tramite il pressing; per quanto riguarda la difesa, il centrale può agire come libero impostando il gioco dalle retrovie.

## Storia

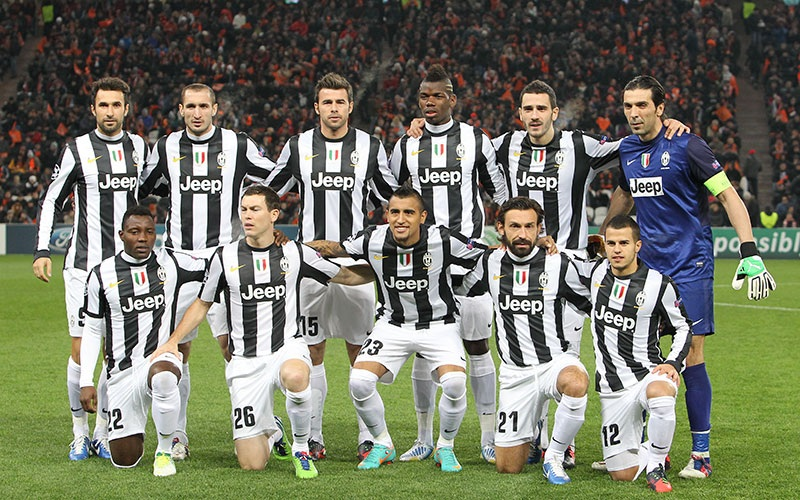
Una formazione della Juventus campione d'Italia 2012-2013, che ha ricorso con successo al 3-5-1-1 nella seconda parte di stagione.

Una primogenitura del 3-5-1-1 viene riscontrata a posteriori da alcuni nell'Argentina di Carlos Bilardo vincitrice del campionato del mondo 1986, che si schierava sul terreno di gioco con un atteggiamento molto accorto e che, nonostante sia passata agli annali per l'uso primario del 3-5-2, talvolta vedeva Maradona arretrare nel ruolo di rifinitore, in appoggio all'unica punta Valdano.
Durante gli anni 2000 lo schieramento è stato riscoperto e applicato con successo nel calcio italiano da formazioni cosiddette «provinciali», in primis dal Brescia di Carlo Mazzone che nella stagione 2000-2001, con Roberto Baggio sulla trequarti a supporto di Hübner, ha raggiunto un settimo posto che rappresenta il migliore piazzamento dei lombardi in Serie A. Nel decennio seguente anche l'Udinese di Francesco Guidolin ha giovato di tale schema, con Di Natale schierato da prima punta e Alexis Sánchez o Floro Flores in appoggio, ottenendo un quarto e un terzo posto nei campionati 2010-2011 e 2011-2012.
Più rilevante l'uso che ne ha fatto la Juventus di Antonio Conte nella seconda parte della stagione 2012-2013, con Marchisio schierato da mezzapunta in appoggio a Vučinić, conclusasi con la vittoria dello Scudetto. Degna di nota anche la Lazio di Simone Inzaghi, finalista nella Coppa Italia 2016-2017, e che nella seconda parte dell'annata ha visto la mezzapunta Felipe Anderson agire a sostegno dell'unico terminale offensivo Immobile.